# 橋達也
橋達也（はし たつや、1937年2月21日 - 2012年1月16日）は、日本のコメディアン。第9代社団法人日本喜劇人協会会長。本名は枦嘉彦（はし よしひこ）。

## 人物
大日本帝國租借地時代の大連市（現在の中国東北部）出身。
喜劇役者として活躍、テレビでも人気を得るも、数々の浮き沈みを経験。近年、「お笑い浅草21世紀」を立ち上げ自ら座長となり、停滞の一方であった浅草・軽演劇の復興に取り組んでいた。
2012年1月16日午後9時31分、肺炎のため東京都内の病院で死去した。74歳没。

## 略歴
- 1963年：浅草東洋興業に入座。軽喜劇として修行を行う。
- 1966年：浅草東洋興業を退座。数々の劇場に出演。
- 1968年：花かおるとストレートコンビを結成。

代表的ギャグに「ダメなのねー、ダメなのよー」「千葉の女が乳しぼり」がある。
- 1974年：コンビ解散、コメディアンに転身。
- 1975年：関敬六劇団に参加し、副座長として活躍する。
- 1977年：メンバー4人で「橋達也と笑いの園」を結成する。
- 1981年：「笑いの園」を解散。
- 1987年：新宿コマ劇場でコメディアンとして復帰する。
- 1998年：軽演劇劇団「お笑い浅草21世紀」を旗揚げする。
- 2007年：第9代社団法人日本喜劇人協会会長に就任する。
- 2012年1月16日：肺炎のため死去[1]。74歳没。
- 2012年3月15日：喜劇人大賞名誉功労賞を受賞[2]。

## 弟子
- 大上こうじ（フリーパー）
- 猪馬ぽん太（P6）

## 映画出演
- セックス喜劇 鼻血ブー（1971年、東映）

## テレビ出演
- 「おはよう!こどもショー」（1975年頃）